# Johann Filtsch (lelkész, 1753–1836)
Johann Filtsch id. (Nagyszeben, 1753. december 15. – Nagyszeben, 1836. október 13.) ágostai evangélikus lelkész.

## Élete
Apja sarkantyúműves volt. 1775-ig a nagyszebeni gimnáziumban tanult; azután az erlangeni és 1777-ben a göttingeni egyetem hallgatója volt. 1777 őszén visszatért hazájába, ahol 1781-ben gimnáziumi tanár lett, 1784-ben hétfői hitszónok Nagyszebenben és nagydisznódi lelkész; 1791. október 5-én Szászorbóra, majd 1805. március 25-én Nagyszebenbe hívták meg lelkésznek. 1799. november 25-én nagy-britanniai királyi tudós-társaság levelező tagjának választotta. 1809-től 1817 végéig a nagyszebeni káptalan dékánja volt. 1835 márciusában előrehaladt kora miatt lelkészi hivataláról lemondott és nyugalomba vonult. 
Nagy érdeme volt 1791-től a Schlözer (A. C.) Sammlungen zur Geschichte der Deutschen in Siebenbürgen (Göttingen, 1795–97.) című munkájához az anyaggyűjtés feldolgozásának kezdeményezése és kiadásának szorgalmazása; a Siebenb. Quartal-Schriftben (Nagyszeben 1790–1801. I–VII.) 37 szász íróról és azok műveiről, a Siebenb. Provinzial-Blätterben (Nagyszeben, 1805–1824. I–V.) pedig 60-ról emlékezett meg; mind a két folyóirat alapításában is főérdeme van, sőt az elsőt Nagydisznódról távoztáig Ederrel és Johann Binderrel, a másikat pedig egyedül szerkesztette.

## Művei
- Georgii Jer. Haneri Adversaria de Scriptoribus rerum Hungaricarum et Transilvanicarum. Cibinii, 1798. (Az egész munka II. kötete; az előszóban F. igéri a Haner által hátrahagyott III. kötetnek kiadását, ez azonban elmaradt.)
- Rede bei dem feierlichen Leichenbegängniss der hoffnungsvollen Fräulein Justina Catharina Martha von Hannenheim am 20. Juni 1789. in der evang. Pfarrkirche zu Hermannstadt gehalten. Cibinii.
- Trauerrede auf den Tod der verwitweten Kaiserin Königin Marie Louise, gehalten in der Hermanstädter evang. Pfarrkirche den 19. Juli 1792. Cibinii.
- Rede bei Eröffnung des freiherrlichen Bruckenthalischen Museums in dem grossen Hörsaale des Hermannstädter evang. Gymnasiums am 25. Febr. 1817. gehalten. Cibinii. 1817.
- Einige Worte der Religion gesprochen 17. April 1818. am Grabe der weil. Hochw. Josepha Elisabeth geb. v. Draudt. Gemahlin des Herrn Johann Tartler, Comes der sächs. Nation… Cibinii.
- Trauer-Rede, gehalten am 30. März 1825. bei dem feierlichen Leichenbegängniss des weil. Hochwohlg. Herrn Joh. Tartler, Ritter des h. k. österr. Leopoldordens. k. siebenb. Gubernial-Raths und der löbl. sächsischen Nation Comes. Cibinii.
- Predigt zur Feier des Regierungs-Antritts Sr. Maj. K. Ferdinand I., gehalten am 8. April 1835. in der Hermannstädter Pfarr-Kirche A. C. Cibinii.

Kéziratban: Transilvanica (oklevél másolatok, történeti kéziratok, rektorok és lelkészek jegyzéke stb. 10 ívrét kötetben a nagyszebeni Brukenthal-múzeumban.)